# 別府市立浜脇中学校
別府市立浜脇中学校（べっぷしりつ はまわきちゅうがっこう）は、かつて大分県別府市大字浜脇にあった公立中学校である。

## 概要
1949年（昭和24年）4月1日に別府市立第五中学校として開校。かつての浜脇公園跡に建設された新校舎に移転する6月までは、1年生及び3年生が第一中学校（後の別府市立山の手中学校）、2年生が第二中学校（後の別府市立青山中学校）に分かれて授業を行った。1951年（昭和26年）9月1日に別府市立浜脇中学校に改名。少子化による生徒数減少のため、山の手中学校と統合されることになり、2021年（令和3年）3月31日に閉校。4月1日に両校を統合した別府市立別府西中学校が開校した。卒業生は11,920名。
2024年2月からスポーツ促進の為、体育館＆運動場の利用を開始。

## 著名な卒業生
- 花岡優平 - 歌手、作詞・作曲家。元音つばめ[4]。